# 白颊噪鹛
白颊噪鹛（学名：Pterorhinus sannio）是画眉科噪鹛属的一种，分布于香港、缅甸、老挝、中国大陆、越南、印度和泰国。该物种的保护状况被评为无危。
白颊噪鹛的平均体重约为67.8克。栖息地包括乡村花园、城市、亚热带或热带的（低地）季节性湿润草原和亚热带或热带的（低地）湿润疏灌丛。该物种的模式产地在福建厦门。

## 亚种
- 白颊噪鹛云南亚种（学名：Pterorhinus sannio comis）。分布于缅甸、老挝、越南以及中国大陆的四川、西藏、云南、贵州等地。该物种的模式产地在云南丽江。[3]
- 白颊噪鹛四川亚种（学名：Pterorhinus sannio oblectans），是中国的特有物种。分布于甘肃、陕西、四川、湖北、贵州等地。该物种的模式产地在四川宜宾。[4]
- 白颊噪鹛指名亚种（学名：Pterorhinus sannio sannio）。分布于越南以及中国大陆的长江以南、贵州以东的大陆地区等地。该物种的模式产地在福建厦门。[5]